# Seznam představitelů městské části Brno-Kohoutovice
Seznam představitelů městské části Brno-Kohoutovice

## Starostové do roku 1945
| Ve funkci   | Jméno                      | Poznámky                 |
| 1878 – 1881 | František Konečný          |                          |
| 1881 – 1884 | Tomáš Krejčí               |                          |
| 1884 – 1890 | František Sláma            |                          |
| 1890 – 1893 | Leopold Holý               |                          |
| 1893 – 1896 | František Sláma            |                          |
| 1896 – 1899 | Leopold Holý               |                          |
| 1899 – 1902 | František Sláma            |                          |
| 1902 – 1905 | Jan Plšek                  |                          |
| 1905 – 1909 | Jan Žáček                  |                          |
| 1909 – 1912 | Jan Plšek                  |                          |
| 1912 – 1915 | Jan Daler                  |                          |
| 1914 – 1918 | Jan Plšek, František Sláma |                          |
| 1918 – 1919 | Jan Daler                  |                          |
| 1919 – 1920 | Jaroslav Forster           | předseda poradního sboru |
| 1920        | Václav Plšek               | předseda místního výboru |
| 1921 – 1925 | Štěpán Pátek               | předseda místního výboru |
| 1926        | Václav Plšek               | předseda místního výboru |
| 1926 – 1929 | Josef Audy                 | předseda místního výboru |
| 1930 – 1936 | František Zeman            | předseda místního výboru |
| 1937 – 1939 | Jaroslav Förster           | předseda místního výboru |

## Předsedové MNV
| Ve funkci                   | Jméno           | Poznámky                                           |
| od 26. 4. 1945              | Rudolf Ostřížek | předseda prozatímního Revolučního národního výboru |
| od 21. 5. 1945              | Václav Kozel    | předseda Revolučního národního výboru              |
| od 10. 7. 1945              | Josef Forst     | předseda Revolučního národního výboru              |
| od 3. 10. 1946 – 1. 1. 1947 | Josef Ulrich    | předseda místního národního výboru                 |

## Starostové po roce 1989
| Ve funkci                     | Jméno               | Strana   |
| listopad 1990 – listopad 1993 | Pavla Podmelová     | ČSS      |
| listopad 1993 – leden 1994    | Vítězslav Dohnal    | Moravané |
| leden 1994 – říjen 1994       | Karol Schneider     | SZ       |
| 1994 –1998                    | Petr Zbytek         | ODS      |
| 1998 – červenec 2000          | Petr Zbytek         | ODS      |
| září 2000 – listopad 2001     | Petr Bičan          | ODS      |
| listopad 2001 – 2002          | Ing. Jindřich Misák | ODS      |
| 2002 – říjen 2006             | Ing. Jindřich Misák | ODS      |
| říjen 2006 – 10. 11. 2010     | Jiří Zorník         | ODS      |
| 10. 11. 2010 – 2014           | Petr Šafařík        | ČSSD     |
| 5. 11. 2014 – 21. 11. 2018    | Petr Šafařík        | ČSSD     |
| 21. 11. 2018 – 14. 1. 2021    | Petr Šafařík        | ČSSD     |
| 14. 1. 2021 – úřadující       | Jakub Hruška        | KDU-ČSL  |